# Hugo König
Hugo König, född den 12 maj 1856 i Dresden, död där den 27 juli 1899, var en tysk målare. 
König, som var elev vid Münchens akademi under Löfftz, Lindenschmit och Seitz, medlem av Münchens Secession och flitig deltagare i dess utställningar, tillhörig  Dachauskolan, var en mycket lovande konstnär, vars självständiga landskapskonst är ett barn av det samtida münchenska friluftsmåleriet; han målade även genrebilder. Betydande arbeten är På hemvägen, Svår passage, Kanal i Delft och Afton vid dammen (1898).